# Françoise Harteveld
Françoise Harteveld (26 de marzo de 1977) es una deportista neerlandesa que compitió en judo. Ganó cuatro medallas en el Campeonato Europeo de Judo entre los años 1997 y 2002.

## Palmarés internacional
| Campeonato Europeo | Campeonato Europeo      | Campeonato Europeo | Campeonato Europeo |
| Año                | Lugar                   | Medalla            | Categoría          |
| ------------------ | ----------------------- | ------------------ | ------------------ |
| 1997               | Ostende (Bélgica)       | Medalla de plata   | Abierta            |
| 1998               | Oviedo (España)         | Medalla de oro     | Abierta            |
| 1999               | Bratislava (Eslovaquia) | Medalla de bronce  | Abierta            |
| 2002               | Maribor (Eslovenia)     | Medalla de bronce  | +78 kg             |